# Bagoas (Artaserse III)
Bagoas (o Βαγώας, trascrizione in greco dall'antico persiano Bagoi; ... – 336 a.C.) è stato un eunuco che divenne uno dei più importanti ministri di Artaserse III.

## Biografia
Bagoas costruì la sua fortuna con l'aiuto del condottiero greco Mentore di Rodi. Insieme furono tra gli artefici della vittoria persiana contro l'Egitto nel 342 a.C., vittoria che comportò il ritorno dell'Egitto sotto il dominio achemenide. Mentore divenne governatore delle province costiere dell'Asia Minore, mentre Bagoas governò le satrapie superiori diventando uno dei più potenti ministri della corte di Persepoli.
Bagoas si arricchì confiscando i libri sacri dei templi dell'Egitto e restituendoli ai sacerdoti dietro il pagamento di pesanti riscatti.
Nel 338 a.C. avvelenò Artaserse III e tutti i suoi figli tranne il più giovane, Arses che mise sul trono. Due anni dopo avvelenò anche Arses e mise al suo posto Dario III che presto si liberò della presenza del pericoloso ministro avvelenandolo a sua volta.
La principale fonte di notizie su Bagoas è lo storico Diodoro Siculo.
Una tradizione posteriore affermerebbe che Bagoas era un egizio che uccise Artaserse per vendicare l'affronto fatto da questi di aver ucciso un sacro toro Apis. Tale tradizione è però priva di fondamenti storici.
Secondo lo storico greco Plutarco la casa di Bagoas a Susa venne indicata ad Alessandro da Parmenione come esempio di ricchezza; i suoi giardini decorati con rare specie di palme sono menzionati da Teofrasto nella sua opera sulla botanica.
Plutarco riporta di una dura lettera di Alessandro a Dario, lettera in cui Bagaos veniva indicato come l'organizzatore dell'uccisione di suo padre Filippo.
Il nome Bagoa è anche quello di un altro eunuco di Dario III che trovò rifugio presso la corte di Alessandro. Bagoas non è un nome personale poiché è il termine persiano per indicare l'eunuco.